# Mistshenkoana beybienkoi
Mistshenkoana beybienkoi är en insektsart som beskrevs av Andrej Vasiljevitj Gorochov 1990. Mistshenkoana beybienkoi ingår i släktet Mistshenkoana och familjen syrsor. Inga underarter finns listade i Catalogue of Life.